# تولیارا
تولیارا (به لاتین: Toliara) یک منطقهٔ مسکونی در ماداگاسکار است که در استان تولیارا واقع شده‌است. تولیارا ۱۶ کیلومتر مربع مساحت و ۱۵۶٬۷۱۰ نفر جمعیت دارد.
تولیارا سومین شهر بزرگ کشور ماداگاسکار پس از پایتخت آنتاناناریوو و تواماسینا است.